# Michael Breu
Michael Breu (* 12. März 1890 in Flischberg im Landkreis Cham; † 24. Oktober 1941 in Mallersdorf) war ein deutscher Landrat.

## Leben
Nach dem Abitur am humanistischen Gymnasium Regensburg absolvierte Michael Breu ein Studium der Rechtswissenschaften an der Ludwig-Maximilians-Universität München, der Friedrich-Schiller-Universität Jena, der Julius-Maximilians-Universität Würzburg und der Friedrich-Alexander-Universität Erlangen-Nürnberg. Sein juristischer Vorbereitungsdienst wurde durch den Militärdienst als Einjährig-Freiwilliger und  den Kriegsdienst bis Oktober 1918 mit anschließender englischer Kriegsgefangenschaft bis Dezember 1919 unterbrochen. 
Mit der Dissertation „Gleichheits- und Individualisierungsprinzip im Strafrecht“ promovierte er in Erlangen zum Dr. jur. et rer. pol. 1921 folgte das große juristische Staatsexamen (früher Staatskonkurs) mit anschließender Einstellung als Assessor bei der Regierung von Niederbayern. Zum 1. Mai 1933 trat er der NSDAP bei (Mitgliedsnummer 2.308.884). Im selben Jahr wurde er Mitglied der SA, wo er zuletzt Oberscharführer war. Bevor er 1938 Bezirksamtsvorstand (ab 1939 Landrat) des Bezirksamts Mallersdorf (ab 1939 Landkreis Mallersdorf) wurde, war er als Jurist in den Bezirksämtern Ebermannstadt und Naila tätig. Am 1. August 1936 wurde er zum Regierungsrat ernannt.
Michael Breu verstarb im Amt.